# II. Izabella jeruzsálemi királynő
II. Izabella (Akkón, Jeruzsálemi Királyság, 1212. április 15. után – Andria, Szicíliai Királyság, 1228. május 5.), Izabella Jolán, az Izabella név az olaszban valójában az Erzsébet megfelelője, latinul: Elisabeth Iolans Brenensis, franciául: Isabelle (Yolande) de Brienne, olaszul: Jolanda Isabella di Brienne, németül: Jolante Isabella von Brienne, arabul: إيزابيلا الثانية من القدس, jeruzsálemi királynő, német-római császárné, német királyné, szicíliai királyné. Brienne-i Mária konstantinápolyi latin császárné féltestvére (nővére) és II. Frigyes német-római császár második felesége.

## Élete
I. (Brienne-i) János iure uxoris jeruzsálemi király legidősebb lánya az első feleségétől, I. (Montferrati) Mária jeruzsálemi királynőtől, I. (Anjou) Izabella jeruzsálemi királynőnek és I. Konrád montferrati őrgrófnak a lányától. Mária királynőnek, aki röviddel a szülés után feltehetőleg gyermekágyi lázban meghalt, ő volt az egyetlen gyermeke, és így az örököse is. Felesége halála után lánya kiskorúsága idejére Brienne-i János teljes jogú uralkodóként vette át a régensséget. Izabella az anyai nagyanyja, I. Izabella jeruzsálemi királynő után kapta az Izabella nevet, ezért II. Izabella néven uralkodott, a második neve viszont a Jolán volt, melyet többnyire Nyugaton használták a királynő megnevezésére. Egész életében csak névleges királynő volt, hiszen kiskorában apja, házasságkötése után pedig férje, II. Frigyes császár uralkodott a nevében.
Apja röviddel az 1. felesége halála után újranősült, és feleségül vette Stefánia örmény királyi hercegnőt, I. Leó örmény király idősebb lányát, a későbbi I. Izabella örmény királynő nővérét, így Brienne-i János az örmény trónra is igényt tartott. II. András magyar király szentföldi hadjárata (Ötödik keresztes háború: 1217–1221) azonban keresztbe tett az örmény királyi ambícióinak, hiszen az örmény király megegyezett II. Andrással a kisebbik lányának és II. András kisebbik fiának, András magyar királyi hercegnek az eljegyzéséről, és így őket jelölte az örmény trónra. II. András még örményországi látogatása előtt, 1218-ban személyesen is találkozott az ötéves II. Izabella királynővel és régens apjával, Brienne-i Jánossal. II. András az édesanyja, Châtillon Anna antiochiai hercegnő révén közeli rokonságban állt a közel-keleti uralkodócsaládokkal, akik családtagként üdvözölték a magyar királyt. II. András II. Baldvin jeruzsálemi király ükunokája volt, és így a magyar király II. Izabella anyjának, I. Mária királynőnek volt a harmadfokú unokatestvére.
Stefánia jeruzsálemi királyné féltékenyen figyelte mostohalánya, Izabella királynő egyelőre még csak névleges uralmát, és azt szerette volna, ha az ő 1216-ban született fia, János herceg, Izabella féltestvére lépne a helyére, és ezért attól tartottak, hogy a mostohaanyja a kis királynő életére tör. Azonban II. Izabella gyermektelen halála esetén a Jeruzsálemi Királyságban érvényes trónöröklési rend szerint nem Izabella féltestvérét illette volna a korona, hiszen idősebb Brienne-i János csak felesége révén lett király, ezért csak az 1. feleségétől született gyermekének volt trónöröklési joga az anyja révén, hanem II. Izabella anyai nagynénjét, Champagne-i Aliz ciprusi királynét. A ciprusi királyné férje, I. Hugó ciprusi király II. Andrással együtt érkezett a Jeruzsálemi Királyságba, ott megbetegedett, és 1218. január 10-én váratlanul elhunyt. II. András is megbetegedett, de felgyógyult. „1217 közepén Palesztina felé vonult, szept. 8-án Cyprusba érkezett. A Libanon völgyében megmérgezett italt adtak neki; elővigyázóan előbb megizlelte; ettől megbetegedett.” I. Hugót egyéves fia, I. Henrik követte a trónon Cipruson, aki anyja révén a Jeruzsálemi Királyság trónöröklési listáján a második helyen állt.
II. Izabella szerencsésen túlélte az első mostohaanyját, Stefánia királynét, aki 1220-ban a kisfiával együtt váratlanul elhunyt, mikor férje, Brienne-i János az apósa halála után Kis-Örményországba készült a felesége és a fia jogait érvényesítendő az örmény trónra. Izabella királynő apja 1224-ben újranősült, és Toledóban feleségül vette Berengária kasztíliai és leóni királyi hercegnőt, IX. Alfonz leóni király és Berengária kasztíliai királynő lányát, majd a lányát is sikerült kiházasítani, akinek a kezét a nyugati világ leghatalmasabb ura, maga a császár, II.(Hohenstaufen) Frigyes kérte meg. János király beleegyezett azzal az ígérettel, hogy a házasságkötés után is gyakorolhatja a régensi jogokat a Jeruzsálemi Királyságban. A házasságot per procuram Akkónban kötötték meg képviselők útján, majd Türoszban a kihajózása előtt, 1225 augusztusában az elmaradt koronázást is bepótolták, és Jeruzsálem királyává koronázták a még mindig csak 13 éves királynőt. a Szicíliai Királyság felé Ciprus érintésével utazott, ahol a nagynénje és örököse, Champagne-i Aliz ciprusi királyné fogadta.

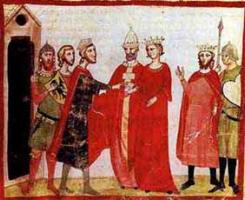
II. Izabella és II. Frigyes házasságkötése

1225. november 9-én a Brindisi Székesegyházban személyesen is házasságot kötött II. Frigyes császárral. A férje az egybekelésük után rögtön megváltoztatta ígéretét, és apósát kitette a régensi hivatalból, feleségét pedig palermói háremébe zárta, és azt a feladatot szánta csak a számára, hogy törvényes gyermekekkel lássa el a Hohenstaufen-házat, de elsősorban fiúkkal, akik a birodalmának különböző országaiban uralkodhatnak. Frigyesnek az első házasságából, Aragóniai Konstancia egykori magyar királynétól már született egy Henrik nevű, Izabellával egyidős, 14 éves fia, de több törvényes gyermeke ekkor nem volt. II. Izabella királynő eleget is tett a kívánalmaknak, és hamarosan teherbe is esett. 14 évesen 1226 novemberében egy lányt szült, aki automatikusan a Jeruzsálemi Királyság trónörököse lett, de a kis Margit a következő évben, 1227 augusztusában meghalt. 

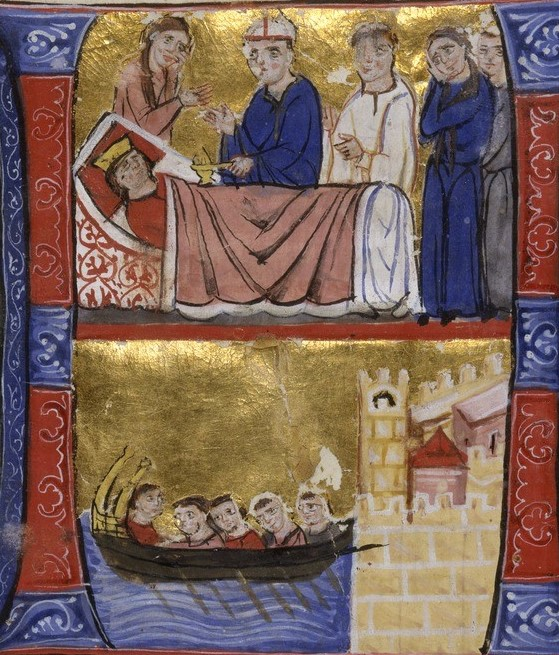
II. Izabella királynő halála Türoszi Vilmos krónikájából

II. Frigyes a felesége révén Jeruzsálem királya is lett, és szerette volna jeruzsálemi királlyá koronáztatni magát a szent városban, Jeruzsálemben, amely ekkoriban még arab kézen volt, természetesen a feleségével együtt. Frigyes csak a felesége újabb terhességét szerette volna még kivárni, és újabb gyermekük születése utánra tervezte az elutazást a felesége jogán szerzett királyságába. Izabella 1228. április 25-én Andriában életet adott második gyermekének, egy fiúnak, aki a dédapja, Montferrati Konrád jeruzsálemi király és a Hohenstaufen-házi nagy-nagybácsi, III. Konrád német király után a Konrád nevet kapta. A kis Konrád egészségesen jött a világra, de Izabella az ő édesanyjához hasonlóan gyermekágyi lázba esett, és 10 nap múlva, 1228. május 5-én a még mindig csak 16 éves királynő  Andriában elhunyt. Az Andriai Székesegyházban helyezték örök nyugalomra. Fia azonnal követte a trónon II. Konrád néven, nevében pedig az apja, Izabella özvegye uralkodott tovább a Jeruzsálemi Királyságban. II. Frigyesnek immár a felesége nélkül kellett teljesíteni ígéretét, hogy elutazik a Szentföldre. Al-Kámil egyiptomi szultánnal történt megegyezése révén harc nélkül visszaszerezte Jeruzsálemet, ahol 1229. március 18-án királlyá koronáztatta magát.

## Gyermekei
- Férjétől, II. (Hohenstaufen) Frigyes (1194–1250) német-római császártól, német és szicíliai királytól, iure uxoris jeruzsálemi királytól, 2 gyermek:
  - Margit (1226. november – 1227. augusztus) jeruzsálemi, szicíliai és német királyi hercegnő, német-római császári hercegnő, a Jeruzsálemi Királyság trónörököse
  - Konrád (1228–1254), IV. Konrád néven német király, I. Konrád néven szicíliai király, II. Konrád néven jeruzsálemi király, felesége Wittelsbach Erzsébet (1227/29–1273) bajor hercegnő, 1 fiú a házasságából és 1 fiú az ágyasától, többek között:
    - III. Konrád (Konradin) (1252–1268) jeruzsálemi király